# The Broken Hearted Bride
The Broken Hearted Bride je studiové hudební album od anglické skupiny Strawbs.

## Seznam stop
1. "The Call to Action" (Dave Cousins) – 7:38
2. "Christmas Cheer (Everything's Going to be Alright)" (Cousins, Chas Cronk) – 4:39
3. "Too Many Angels" (Cousins, Cronk) – 5:55
4. "The Broken Hearted Bride" (Cousins) – 5:11
5. "Shadowland" (Dave Lambert) – 4:48
6. "Through Aphrodite's Eyes" (Cousins, Cronk) – 7:26
7. "Deep in the Darkest Night" (Cousins) – 4:38
8. "You Know as Well as I" (Lambert) – 3:44
9. "Everybody Knows" (Cronk) – 4:30
10. "Action Replay" (Cousins) – 4:54
11. "We'll Meet Again Sometime" (Cousins) – 6:02

## Obsazení
- Dave Cousins – sólový zpěv, sborový zpěv, akustická kytara, piano
- Dave Lambert – kytara
- Chas Cronk – baskytara, sborový zpěv
- Rod Coombes – bicí

dále
- John Hawken – klávesy
- Ian Cutler – housle
- The Big Deal Choir – zpěv

Steve Grant
Vince Martyn
Gordon May
Chris Tophill
Howard Werth
Sophie Morish
Charlotte Tophill
Elizabeth Tophill
Frances Tophill

## Historie vydání
| Region             | Datum | Značka    | Formát | Katalog  |
| ------------------ | ----- | --------- | ------ | -------- |
| Spojené království | 2008  | Witchwood | CD     | WMCD2044 |